# Катастрофа Ми-8 под Шушой
Катастрофа Ми-8 под Шушой — уничтожение армянскими силами гражданского вертолёта Ми-8 Забратской авиационной компании около города Шуша, 28 января 1992 года. В результате падения все пассажиры и экипаж вертолета погибли.

## Вертолёт
Ми-8 (регистрационный номер СССР-24137, заводской 98841338) был выпущен Улан-Удэнским авиационным заводом в ноябре 1988 года.

## Экипаж и пассажиры
Экипаж вертолёта состоял из трёх человек:
- командир воздушного судна (КВС) — Виктор Серёгин.
- второй пилот — Сяфа Ахундов.
- бортмеханик — Арастун Махмудов

Согласно различным сообщениям СМИ, на борту вертолёта находилось около 40 мирных жителей, включая женщин и детей. По словам журналиста Керима Керимли, принимавшего участие в поиске останков погибших, в результате крушения погибли все 44 человека, находящиеся на борту вертолета, из них 41 пассажир (в основном женщины и дети) и 3 члена экипажа. Из-за того, что стало темнеть рано, а также из-за угрозы артобстрела со стороны села Кяркиджахан, поиск тел вёлся и на следующий день.
Через два дня после крушения погибшие пассажиры вертолёта были похоронены на кладбище города Шуша на Джыдыр-Дюзю. Тела же членов экипажа были доставлены в Баку и похоронены на Аллее шахидов.
Указом президента Азербайджанской Республики Абульфаза Эльчибея № 337 от 25 ноября 1992 года всем трём членам экипажа «за личное мужество и отвагу, проявленные во время защиты суверенитета и территориальной целостности Азербайджанской Республики», посмертно было присвоено звание Национального героя Азербайджана.

## История крушения
Этнополитический конфликт между азербайджанцами и армянами привёл к вооружённому конфликту за контроль над Нагорным Карабахом и некоторыми прилегающими территориями.
Населённый преимущественно азербайджанцами город Шуша находился в осаде и попасть в него наземным транспортом можно было только с запада, через город Лачин, находящийся в непосредственной близости от Армении. 28 января 1992 года в 16:20 над Шушой при заходе на посадку выстрелом из ПЗРК «Стрела-2» был сбит гражданский вертолет Ми-8 азербайджанской Забратской авиакомпании, перевозивший пассажиров из Агдама в блокированную армянскими силами Шушу. По словам работавшего тогда в Шуше журналиста Керима Керимли, тепловая ракета была выпущена по вертолёту со стороны Степанакерта.
Командир экипажа Виктор Серёгин сумел отвести горящий падающий борт подальше от жилых кварталов города Шуша и был посмертно удостоен звания Национального Героя Азербайджана. Это единственное что смогли сделать пилоты. Горящий вертолёт рухнул близ моста села Халфали. Все находившиеся на борту погибли.
Азербайджанская сторона заявила, что армянские боевики выпустили «ракету с тепловым наведением» по вертолёту и спровоцировали крушение. Армянская сторона, не отрицая факта запуска ракеты, заявила, что на вертолёте могли перевозить вооружение для нападения на армянские деревни.
Министерство национальной безопасности Азербайджана охарактеризовало крушение вертолета как теракт.